# Kei Ōshiro
Kei Ōshiro (japanisch 大城 蛍 Ōshiro Kei; * 16. September 2000 in der Präfektur Okinawa) ist ein japanischer Fußballspieler.

## Karriere
Kei Ōshiro erlernte das Fußballspielen in der Jugendmannschaft von W-Wing Okinawa und der Jugendmannschaft des Erstligisten Urawa Red Diamonds. Hier unterschrieb er 2019 auch seinen ersten Profivertrag. Der Verein spielte in der ersten japanischen Liga, der J1 League. Im ersten Jahr seiner Karriere kam er bei Urawa nicht zum Einsatz. Die Saison 2020 wurde er an Gainare Tottori ausgeliehen. Der Verein aus der Präfektur Tottori spielte in der dritten Liga, der J3 League. Sein Profidebüt gab Kei Ōshiro am 25. Oktober 2020 im Auswärtsspiel gegen Fujieda MYFC. Hier wurde er in der 90.+3 Minute für Kazuya Andō eingewechselt. Insgesamt spielte er dreimal in der dritten Liga für Tottori. Die Saison 2021 lieh ihn der ebenfalls in der dritten Liga spielende Yokohama Sports & Culture Club aus Yokohama aus. Für Yokohama bestritt er 26 Drittligaspiele. Nach Vertragsende bei den Urawa Reds unterschrieb er im Februar 2022 einen Vertrag beim Drittligisten Ehime FC.